# Le Chat dans le sac
Pour plus de détails, voir Fiche technique et Distribution.

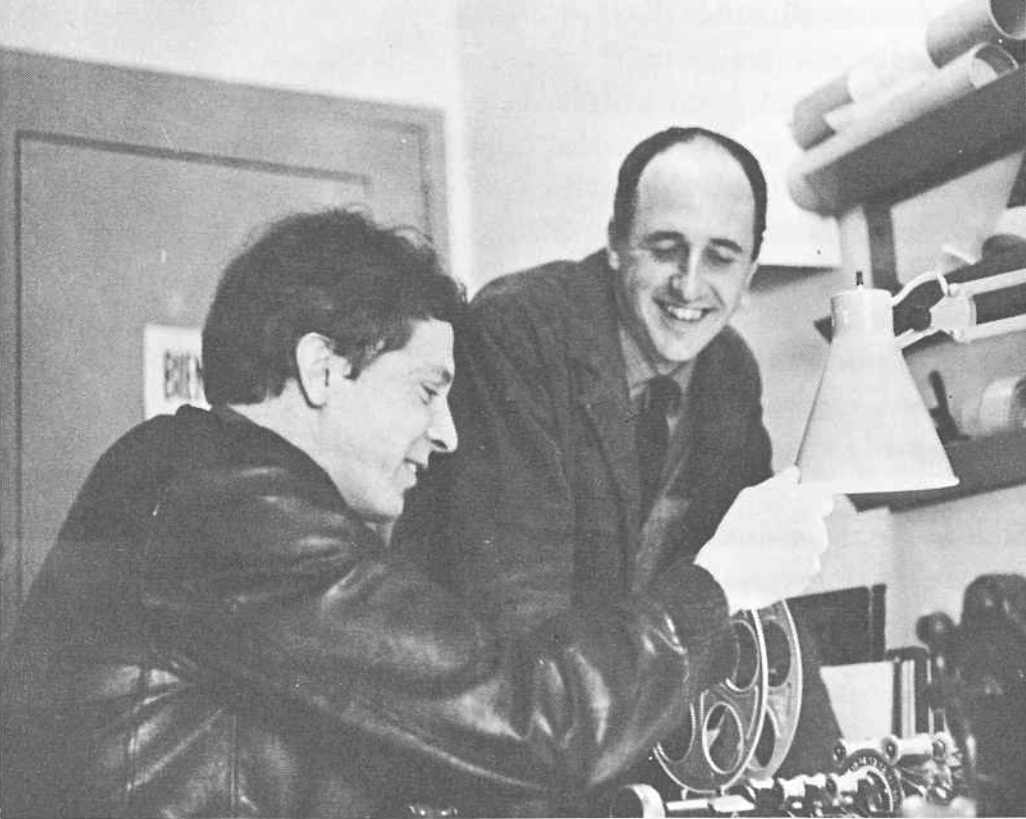
Gilles Groulx (à gauche), réalisateur, en 1967

Le Chat dans le sac est un film québécois, en noir et blanc, réalisé par Gilles Groulx, sorti en 1964.
Comme métaphore de la question complexe de la maturité politique du peuple québécois dans ses choix sociaux, le réalisateur emploie un jeune couple dans la vingtaine dont les confrontations expriment leur difficulté d’être.
Le film est considéré comme une œuvre déterminante dans le développement du cinéma et de la culture québécoise.

## Synopsis
Claude (Claude Godbout) et Barbara (Barbara Ulrich) sont un jeune couple à Montréal en 1964 qui sont en train de vivre « les derniers jours de leur intimité. »  Claude, 23 ans, est Canadien français. Barbara, 20 ans, est juive. Ils veulent être des intellectuels.
Claude fait des lectures de théories postcoloniales et de penseurs révolutionnaires (Fanon, entre autres) qui traitent  des peuples opprimés autour du monde. Il écrit des articles et essaie de les publier dans divers journaux dans la ville. Claude s’entretient avec les éditeurs, sans réussir à se faire publier. C'est d'ailleurs au travers de ce brouillon identitaire que Claude se présente avec la phrase culte : « Je suis Canadien français, donc je me cherche ».
Barbara, qui assiste aux cours de théâtre, veut aussi  être intellectuelle, mais elle est plus pratique. Le couple partage un petit-déjeuner avec un groupe d’amis, incluant Jean-Paul, qui essaie de faire rire les autres avec des tours de magie. Barbara et Claude se disputent, Claude l’accuse d'habiter dans un monde des rêves, mais Barbara retourne l’accusation contre lui.
Claude conclut qu’il est membre d’un peuple colonisé. Il décide de quitter la ville pour la campagne, et demande à Barbara de venir le rejoindre dans une maison rurale. A la campagne, tout seul, Claude dit qu’il est un révolté, mais il ne sait pas s’il est un révolutionnaire. Il passe le temps à marcher dans les champs et à regarder  les jeunes voisins par la fenêtre.
Les fins de semaine, Barbara lui apporte de la nourriture, mais leur intimité n’est pas la même qu’avant. Après un argument quand Claude lui pose la question de son identité nationale, Barbara retourne chez ses parents, et écrit à Claude qu’elle ne peut pas le revoir parce qu’elle est occupée. Comprenant qu’elle ne va plus revenir, Claude conclut qu’il a dépassé cette étape dans sa vie.

## Fiche technique
- Réalisation : Gilles Groulx
- Scénario : Gilles Groulx
- Photographie : Jean-Claude Labrecque
- Montage : Gilles Groulx
- Production : Jacques Bobet
- Société de production : Office national du film du Canada
- Musique originale : John Coltrane
- Langue : Français
- Durée : 74 minutes
- Date de sortie : Canada : 8 août 1964

## Distribution
- Claude Godbout : Claude
- Barbara Ulrich : Barbara
- Manon Blain : Manon
- Jean-Paul Bernier : Jean-Paul
- Véronique Vilbert : Véronique
- André Leblanc : Toulouse
- Paul-Marie Lapointe : lui-même
- Pierre Maheu : lui-même
- Jean Dufresne : lui-même

## Accueil critique
Le film a fait sensation au Festival international du film de Montréal en août 1964, mais la réception critique était mixte. Un article écrit par Joseph Rudel-Tessier dans le journal montréalais Photo-Journal a critiqué le film comme une manifestation de « notre jeune prétention ». Selon Robert Daudelin, la réception dans les journaux anglophones et français était plus positive à l'époque que dans les journaux francophones canadiens.
Le film a été bien reçu au festival de Cannes en mai 1965.

Aujourd’hui le film est considéré comme une œuvre déterminante dans le développement du cinéma québécois. Andre Roy, écrivant dans le magazine 24 images en 2000, précise:
[Ce] film, comme d'ailleurs la majorité des autres de ce début des années 60, est une tentative désespérée de nous «fictionner», de faire notre portrait, de raconter notre histoire présente, de la symboliser à tout jamais par le cinéma. Donc, de nous réinventer.

## Production
Gilles Groulx a tourné le film en 11 jours entre le 20 janvier et le 3 février 1964. Les deux interprètes principaux, Claude Godbout et Barbara Ulrich ont improvisé la plupart des dialogues pendant le film. Les voix-off ont été enregistrées quelques mois après le tournage.

## Bande sonore

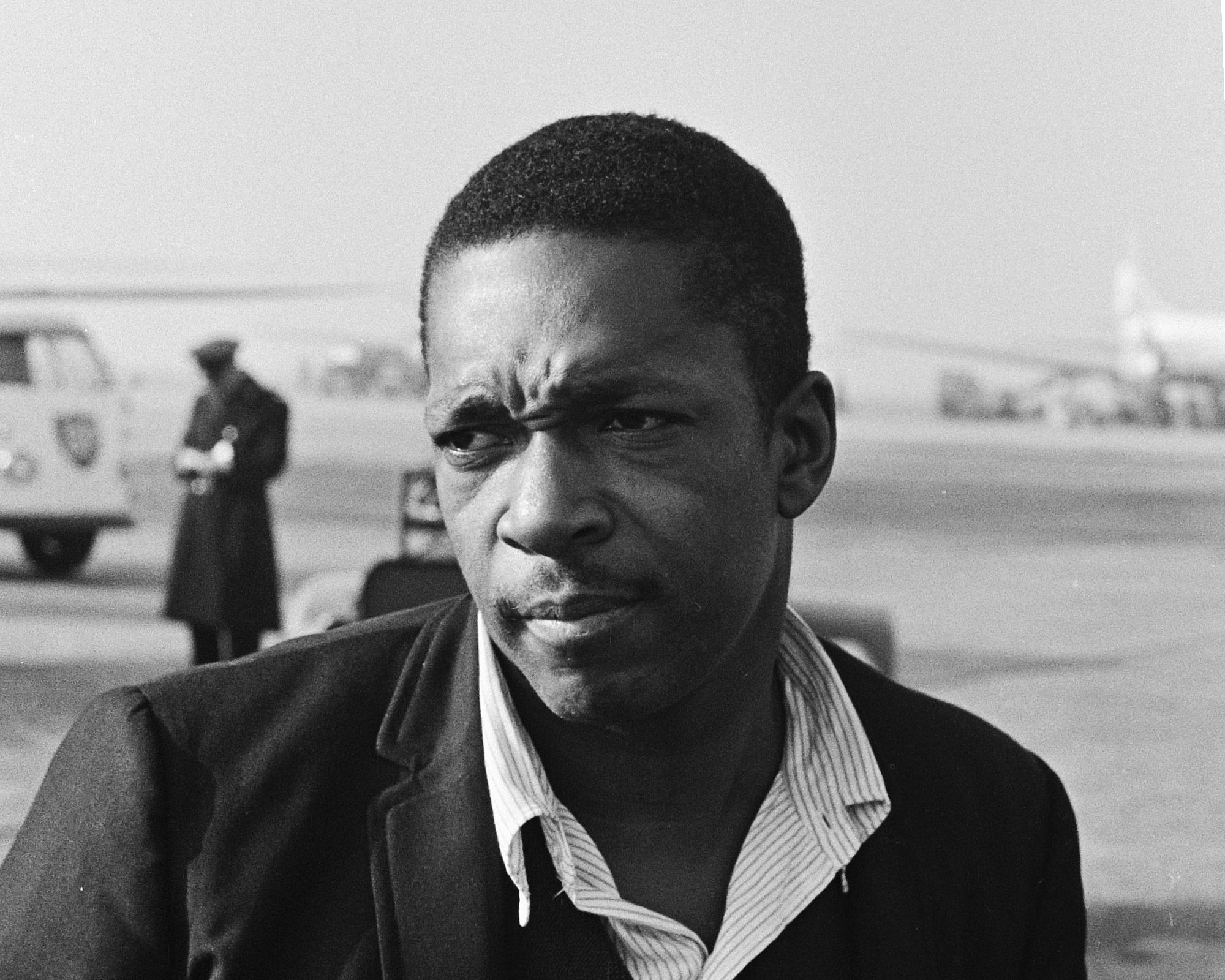
John Coltrane en 1963.

La bande sonore utilise la musique de John Coltrane, jazzman américain. Gilles Groulx, un grand admirateur de Coltrane, a voyagé lui-même au New Jersey pour enregistrer le groupe de Coltrane directement dans son studio. Groulx a estimé qu’il serait moins cher de traiter directement avec Coltrane que de négocier avec la maison de disques. Les enregistrements peuvent se retrouver sur l’album posthume intitulé Blue World, sorti en 2019. Coltrane n'enregistre pas de nouvelles pièces pour la trame sonore, plutôt, il tire les pièces de sa discographie préexistante, dont certains classiques comme « Naïma » qui parait en 1960 sur le légendaire album Giant Steps.

La musique dans Le chat dans le sac est aussi un vecteur de progression du récit. Elle est étroitement reliée avec la construction identitaire de Claude tout au long du film, et elle s'éteint vers la cinquantième minute, en même temps que la quête identitaire du personnage principale prend fin. Cette instrumentalisation de la musique de Coltrane est possible puisque le musicien ne visionne pas le film avant d'enregistrer les pièces. Éric Fillion affirme que: 
« Il n’est donc pas question ici d’un dialogue entre cinéaste et compositeur, mais plutôt d’un échange qui laisse Groulx libre de s’approprier le matériel. »